# Anton Dieffenbach

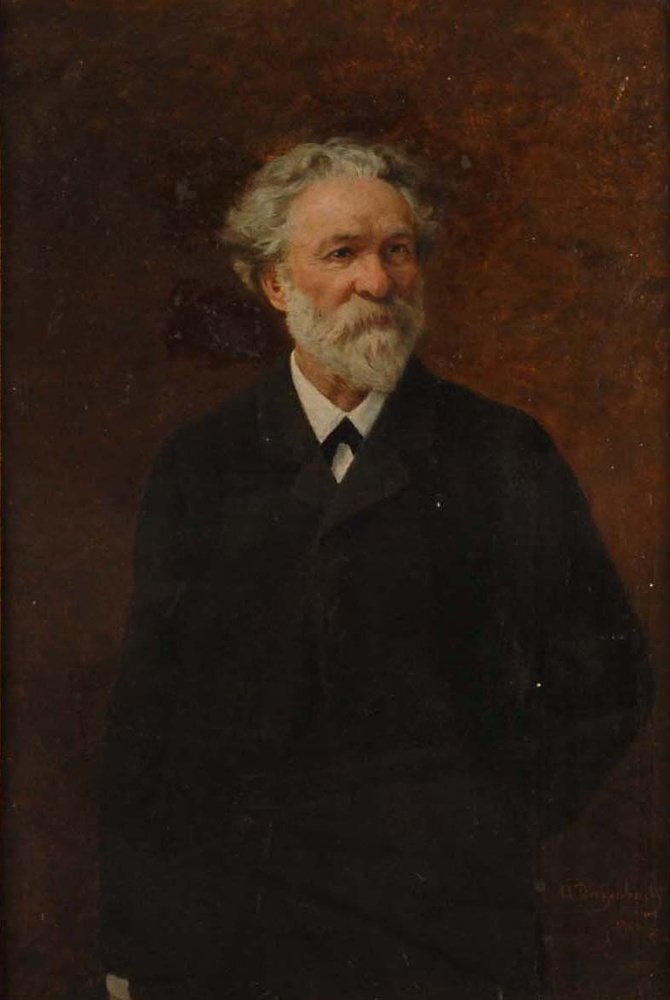
Selbstbildnis, 1904

Anton Dieffenbach (* 4. Februar 1831 in Wiesbaden; † 29. November 1914 in Hohwald, Vogesen) war ein deutscher Landschaftsmaler.

## Leben
In Wiesbaden geboren kam Dieffenbach 1840 mit seinen Eltern nach Straßburg und wurde Schüler des Malers Charles Duhamel. Mit dessen Empfehlung ging er später nach Paris und wurde dort Schüler des Bildhauers James Pradier. Nach dessen Tod am 4. Juni 1852 kehrte Dieffenbach nach Deutschland zurück und ließ sich in seiner Heimatstadt Wiesbaden nieder. Er beschloss, sich nur noch der Malerei zu widmen, und ging 1853 nach Düsseldorf, wo er mit Unterbrechungen studierte, so 1856/57 an der Kunstakademie in der Malklasse von Christian Köhler und privat bei Karl Ferdinand Sohn und Rudolf Jordan. 1856–1859 war Dieffenbach Mitglied des Künstlervereins Malkasten. Seine Sujets fand Dieffenbach bevorzugt in Darstellungen von Familienszenen, insbesondere solcher mit Kindern. Großen Einfluss auf Dieffenbachs Themenwahl hatte die Malerei von Ludwig Knaus, ohne dass er dessen Schüler gewesen wäre. Als eine Art Hommage schuf Dieffenbach in Paris das Gemälde Ein Tag vor der Hochzeit, welches als Gegenstück zu Knaus’ Gemälde Die goldene Hochzeit gesehen wurde, allerdings die Vorbereitungen zur Hochzeit junger Leute thematisiert. Das Bild wurde in Stuttgart ausgestellt und für den König von Württemberg erworben; eine Wiederholung von 1868 wurde in die USA verkauft.
Wegen der Einberufung zum Militärdienst verließ Dieffenbach Düsseldorf; 1858 kehrte er in seine Heimatstadt zurück. 1863 ließ er sich in Paris nieder und blieb dort, bis ihn der Ausbruch des Deutsch-Französischen Kriegs vertrieb. Er ging 1871 in die Schweiz, 1872 nach Berlin und ließ sich 1897 endgültig in Straßburg nieder. Hier wurde er zum Ehrenmitglied im Verband Straßburger Künstler ernannt. Seit 1880 verbrachte er die Sommermonate in Hohwald in den Vogesen. In dieser waldreichen Gegend fand er genügend Stoff für Studien nach der Natur, die er teilweise später im Atelier in Ölgemälde umsetzte. Dieffenbachs Spätwerk besteht fast ausschließlich aus Landschaften, wobei die „Waldbilder“ aus den Vogesen überwiegen. Seine Bilder zeichnen sich durch gelungene Komposition im Bildaufbau sowie durch eine kräftige Farbgebung aus und spielen mit den Stimmungen im Wechsel der Jahres- und Tageszeiten.
Anton Dieffenbach starb am 29. November 1914 im Alter von 83 Jahren in Hohwald.

## Ausstellungsbeteiligungen
- Düsseldorf, Kunstverein 1856 (Die Kinder und die Zigeunerin)
- Paris, Pariser Salon 1865 (Weihnachtsfest)
- Berlin, akademische Kunstausstellung 1876 (Nur Courage!, 1864)
- Kassel, Ausstellung des Vereins für bildende Kunst, Februar 1865 (Der verfehlte Fuchs)
- Wien, Österreichischer Kunstverein, November 1865 (Jägerlatein)
- Stuttgart, Permanente Kunstausstellung Herdtle & Peters, Februar 1865 (Der Tag vor der Hochzeit, 1. Fassung); Reproduktion: Ein Vorabend zur Hochzeit, Kupferstich von Achille und Eugénie Varin nach A. Dieffenbach. Goupil & Cie., Paris 1865
- Stuttgart, Permanente Kunstausstellung Herdtle & Peters, November 1866 (Die kleine Leserin)
- Berlin, Sachse’s Permanente Gemäldeausstellung, Oktober 1866 (Das Kindersüppchen)
- Stuttgart, Permanente Kunstausstellung Herdtle & Peters, November 1867 (Der Weihnachtsbaum, Paris 1867); Reproduktion: Stich von Achille Varin
- München, Jahresausstellung im Glaspalast 1869 (Die Kätzchen)
- Berlin, Kunstsalon Sachse, Februar 1873 (Die Verlobung); Reproduktion: Stich von Léopold Massard, Paul Girardet und Achille Varin
- Berlin, akademische Kunstausstellung 1876 (Leckerbissen)
- Berlin, akademische Kunstausstellung 1877 (Brüderchen hier lassen!)
- Berlin, akademische Kunstausstellung 1881 (Schießunterricht)
- Berlin, akademische Kunstausstellung 1887 (Fleiß und Geiz, Gegenstücke); Reproduktion als Holzstich, in: Daheim. Band 27a, Oktober 1890/91
- Wien, Jubiläumskunstausstellung 1888 (Der verschmähte Kuß)
- Berlin, akademische Kunstausstellung 1890 (Im Vogesenwald)
- Société des Amis des Arts, Strasbourg 1891, 1895, 1904, 1909
- Société des Arts de Mulhouse 1893–1904
- 2ième Salon des Artistes strasbourgeois, Château des Rohan, Strasbourg 1903
- Art moderne, Château des Rohan, Strasbourg 1912
- Exposition rétrospective, Maison d’Arts alsaciens de Strasbourg 1917

## Werke (Auswahl)
- Tit-Bit (Leckerbissen), Teigknetende Bäuerin, ehemals Berlin, Nationalgalerie
- Die beiden Savoyarden, New York, Metropolitan Museum of Art
- Spielende Kinder (1856)
- Die Waise; Abbildung als Holzstich in: Düsseldorfer Jugendalbum 4, 1859
- Ungarischer Mausfallhändler (Paris 1865)
- Dreaming (1865), Hartford/Conn., USA, Wadsworth Atheneum. Bequest of Elizabeth Hart Jarvis Colt[1]
- Jägerlatein (Paris 1866), ehemals Sammlung Alexander White, Chicago, USA; Reproduktion: Stich von A. Fleischmann
- Die weiße Ziege (Le checreau blanc), Waldrand in den Vogesen (Lisière de forêt dans les Vosges, 1891), Strasbourg, Musée d’Art Moderne
- Der verfehlte Fuchs
- Eine Schlittenpartie
- Das Leinwand bleichende Mädchen
- Der Besuch bei der Amme
- Der erste Ausgang